# Stazione di Santa Vittoria (FAA)
La stazione di Santa Vittoria è stata una stazione ferroviaria posta lungo la ex linea ferroviaria a scartamento ridotto Porto San Giorgio-Fermo-Amandola chiusa il 27 agosto 1956, era a servizio del comune di Santa Vittoria in Matenano.